# Myrceugenia planipes
Myrceugenia planipes är en myrtenväxtart som först beskrevs av William Jackson Hooker och George Arnott Walker Arnott, och fick sitt nu gällande namn av Otto Karl Berg. Myrceugenia planipes ingår i släktet Myrceugenia och familjen myrtenväxter. Inga underarter finns listade i Catalogue of Life.